# 辛巴达与猎鹰王座
《辛巴达与猎鹰王座》是Cinemaware開發並於1987年發行的動作冒險遊戲，對應Amiga、Atari ST、Apple IIGS、DOS、康懋達64等平臺。作品取材自《一千零一夜》，玩家扮演航海家辛巴达。
《電腦遊戲世界》稱Amiga版遊戲致敬了這些出色的電影，但仍然存在短板。評測認爲遊戲音效和部分畫面很不錯，但融合街機、冒險與策略要素的想法不夠成功。